# Escoltes Catalans
Escoltes Catalans (EC) és una associació d'educació en el lleure que a través de l'escoltisme pretén educar infants i joves per tal que aquests siguin ciutadans compromesos, implicats i crítics. Actualment, aplega 4.000 infants i joves repartits en una quarantena d'agrupaments en dotze comarques catalanes.

## Afiliacions
Pel que fa a la participació en l'entorn i el treball en xarxa Escoltes Catalans forma part de les següents xarxes, plataformes o federacions:
- Federació Catalana d'Escoltisme i Guiatge
- Consell Nacional de Joventut de Catalunya
- Consell de Joventut de Barcelona
- Federació d'Organitzacions per a la Justícia Global
- Federació d'Organitzacions Catalanes Internacionalment Reconegudes
- Spiriteco: Grup de Treball sobre com treballar l'espiritualitat des de la laïcitat
- Associació Mundial de Noies Guies i Noies Escoltes
- Organització Mundial del Moviment Escolta

És a través d'aquestes dues últimes xarxes que EC viu la dimensió internacional de l'escoltisme, mitjançant les trobades internacionals (Roverway, Jamboree, Jambee, etc.) de les que solen participar les unitats més grans dels agrupaments de l'Associació juntament amb agrupaments de les altres associacions escoltes de Catalunya, coordinant-nos en el marc de la FCEG.
D'altra banda, Escoltes Catalans ha estat una entitat implicada i atenta als canvis de la societat, mitjançant iniciatives locals dels agrupaments que fan de motor o, per exemple, amb la participació activa a la Taula de Joves de Catalunya a finals dels anys setanta que va esdevenir en la creació del CNJC. Sempre hem mirat d'acompanyar aquestes accions d'una generació de discurs, de la construcció de propostes transformadores i inconformistes, fugint de l'assistencialisme i el consumisme imperants.

## Història
Escoltes Catalans és l'associació escolta laica catalana. Es fundà l'any 1974, quan les associacions no confessionals escoltes i guies Germanor de Minyons de Muntanya, Boy Scouts de Catalunya, Germanor de Nois i Noies Guies i Nova Escolta del País Valencià, juntament amb cinc agrupaments independents, es van fusionar creant la primera associació que era escolta i guia alhora. Va esdevenir la simplificació de l'escenari escolta i guia català.
El caràcter laic de l'associació va rebre importants influències de l'associació francesa Éclaireuses et Éclaireurs de France, i va jugar un rol destacat en la creació del Consell Nacional de la Joventut de Catalunya el 1979, del qual en va ser fundadora. És membre de les dues organitzacions mundials d'escoltisme i guiatge, l'Organització Mundial del Moviment Escolta (WOSM) i l'Associació Mundial de Noies Guies i Noies Escoltes (WAGGGS), a través de la Federació Catalana d'Escoltisme i Guiatge.
També forma part de la UIPL (Unió Internacional Pluralista i Laica) com a membre fundador, i de la COFRASL (Cooperació Francòfona de l'Escoltisme Laic), on emmarca principalment les seves accions de cooperació internacional i d'educació per al desenvolupament. També cal destacar que forma part de la Federació Catalana d'ONG per a la Pau, els Drets Humans i el Desenvolupament.
El 1997 va crear la Fundació Escolta Josep Carol per tal de reforçar la seva tasca social, amb la missió de promoure l'educació d'infants i joves en la ciutadania responsable i en els valors de l'escoltisme, la generació de reflexió i pensament i el desenvolupament de projectes, serveis i recursos en l'entorn educatiu.